# Oh Mercy
Oh Mercy è il ventiseiesimo album in studio di Bob Dylan, pubblicato dalla Columbia Records il 18 settembre 1989.
Prodotto da Daniel Lanois (la cui influenza è avvertibile in particolare in alcune tracce dalle sonorità vagamente cajun e nelle atmosfere rarefatte in cui sono immersi molti brani), il disco fu ampiamente lodato sia dalla critica che dal pubblico. In molti lo considerano il suo capolavoro del decennio e l'atteso rilancio del suo genio incostante, dopo un lungo periodo di stallo creativo e di album di bassa fattura artistica.
Si piazzò al 30º posto in classifica negli USA e al 6° nel Regno Unito.
La genesi dell'album è raccontata nel quarto capitolo del libro autobiografico di Dylan Chronicles Volume 1: egli narra della sua permanenza a New Orleans dove l'album è stato registrato insieme al produttore Lanois; emergono così le paure, le visioni, le riflessioni di un artista che cerca nuove modalità espressive per la sua arte. 

## Tracce
Tutte le canzoni sono scritte da Bob Dylan.
1. Political World – 3:43
2. Where Teardrops Fall – 2:30
3. Everything Is Broken – 3:12
4. Ring Them Bells – 3:00
5. Man in the Long Black Coat – 4:30
6. Most of the Time – 5:02
7. What Good Am I? – 4:45
8. Disease of Conceit – 3:41
9. What Was It You Wanted – 5:02
10. Shooting Star – 3:12

### Musicisti
- Bob Dylan – voce, chitarra, chitarra a 12 corde, armonica, pianoforte, organo
- Daniel Lanois – dobro, lap steel, chitarra, omnichord (tracks 1, 2, 3, 4, 5, 6, 7, 9, 10)
- Mason Ruffner – chitarra (tracks 1, 8, 9)
- Brian Stoltz – chitarra (tracks 1, 3, 8, 10)
- Tony Hall – basso elettrico (tracks 1, 3, 6, 8, 10)
- Cyril Neville – percussioni (tracks 1, 6, 9)
- Willie Green - batteria (tracks 1, 3, 6, 8, 9, 10)
- Paul Synegal – chitarra (track 2)
- Larry Jolivet – basso (track 2)
- Alton Rubin, Jr. – washboard e scrub board (track 2)
- John Hart ;– sassofono (track 2)
- Rockin' Dopsie – fisarmonica (track 2)
- Malcolm Burn – Tamburello basco, tastiera, mercy keys, basso (tracks 3, 4, 5, 6, 7, 9)
- Daryl Johnson – percussioni (track 3)

### Produttori
- Daniel Lanois – produttore
- Malcolm Burn, Mark Howard – recording
- Malcolm Burn, Daniel Lanois – mixing
- Mark Howard – studio installation
- Greg Calbi at Sterling Sound, New York;– mastering